# 조선민주주의인민공화국 대내외상업성
조선민주주의인민공화국 대내외상업성(朝鮮民主主義人民共和國 對內外商業省)은 조선민주주의인민공화국의 내각 중앙 행정기관이다.

## 역대 상, 부상

### 역대 대내외상업상
- 진반수 1957년 9월 20일 ~